# Glypta lirata
Glypta lirata är en stekelart som beskrevs av Dasch 1988. Glypta lirata ingår i släktet Glypta och familjen brokparasitsteklar. Inga underarter finns listade i Catalogue of Life.